# Stefan Kieniewicz

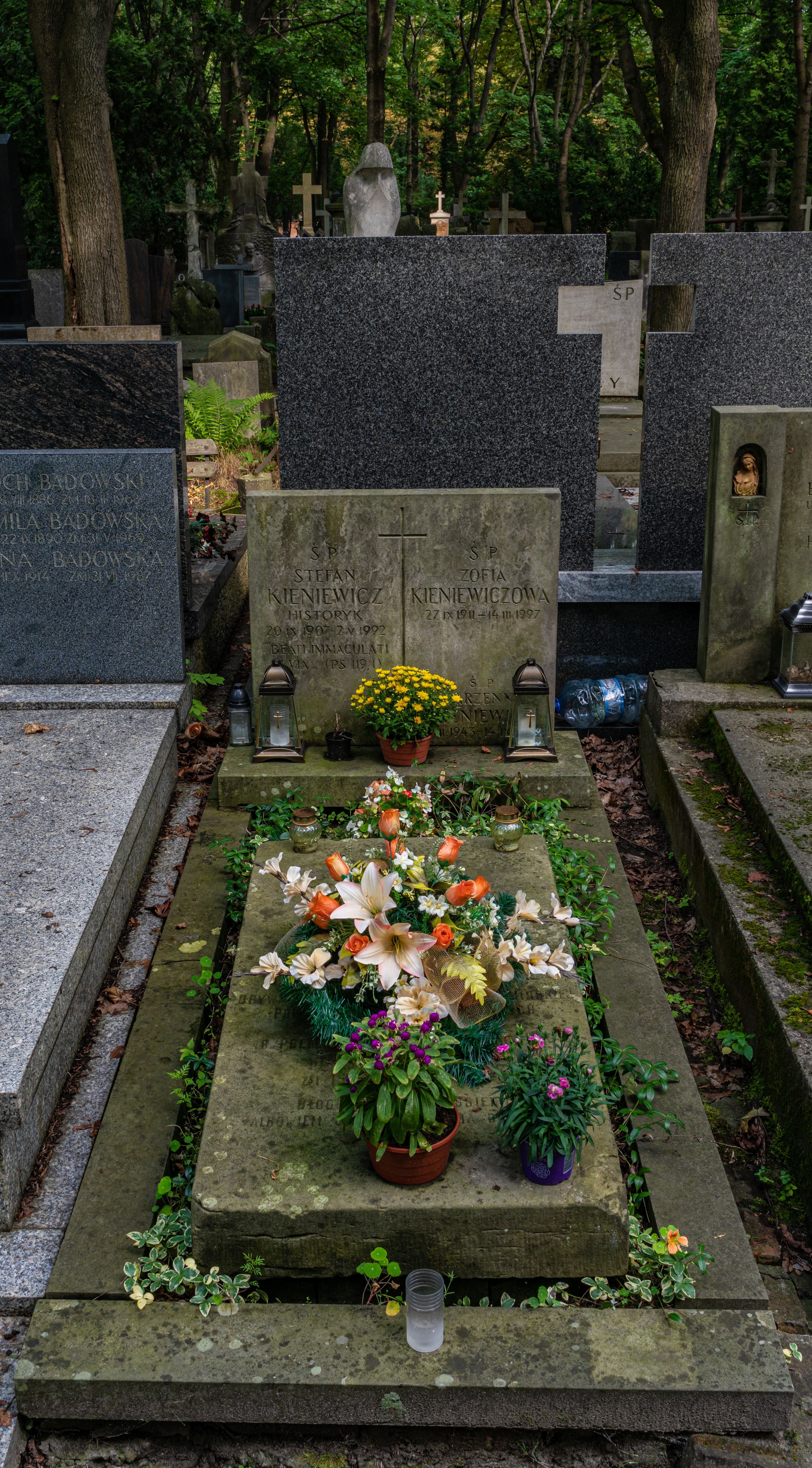
Grób Stefana Kieniewicza na cmentarzu Powązkowskim

Stefan Kieniewicz h. Rawicz (ur. 7 września?/20 września 1907 w Dereszewiczach, zm. 2 maja 1992 w Konstancinie) – polski historyk i archiwista, badacz historii Polski XIX wieku. Profesor Uniwersytetu Warszawskiego i Polskiej Akademii Nauk. Żołnierz Armii Krajowej i uczestnik powstania warszawskiego.

## Życiorys
Urodził się 20 września 1907 w Dereszewiczach nad Prypecią, w rodzinie Antoniego Kieniewicza h. Rawicz (1877–1960) i hrabianki Magdaleny Grabowskiej h. Oksza (1881–1961) należących do znanej litewskiej, szlacheckiej rodziny Kieniewiczów h. Rawicz z powiatu mozyrskiego. Miał braci: Hieronima (1901–1961), Józefa Aleksandra (1903–1903), Kazimierza (1909–1978) i Henryka (1911–1993). Był absolwentem Gimnazjum im. Hetmana Jana Zamoyskiego w Warszawie (1925). Ukończył historię na Uniwersytecie Poznańskim (1930), wśród jego wykładowców był Adam Skałkowski. W 1934 obronił doktorat zatytułowany Społeczeństwo polskie w powstaniu wielkopolskim, 1848 r., napisany pod kierunkiem Marcelego Handelsmana (wyd. 1935). Od 1937 do 1944 pracował w Archiwum Skarbowym w Warszawie. Podczas II wojny światowej służył w Biurze Informacji i Propagandy Komendy Głównej Armii Krajowej. W czasie powstania warszawskiego został ranny, po jego upadku był przetrzymywany w obozach w Wirtembergii i Badenii.
Po wojnie związał się z Instytutem Historycznym Uniwersytetu Warszawskiego. Po habilitacji na Uniwersytecie Jagiellońskim (1946) był zastępcą profesora UW, od 1949 profesorem nadzwyczajnym, a od 1958 profesorem zwyczajnym. Tytuł naukowy profesora nauk humanistycznych uzyskał w 1949. W latach 1953–1968 pracował także w Instytucie Historii PAN. W 1965 został członkiem korespondentem PAN, a w 1970 członkiem rzeczywistym. Był członkiem i przewodniczącym (1969–1984) Komitetu Nauk Historycznych PAN. Należał do Polskiego Towarzystwa Historycznego (od 1974 – członek honorowy) oraz Węgierskiej Akademii Nauk (od 1975 – członek zagraniczny). Członek Rady Redakcyjnej Przeglądu Historycznego. Specjalizował się w historii Polski XIX wieku.
Był mężem Zofii Marii Walerii z Sobańskich h. Junosza (1911–1997). Jego synami byli: kartograf i ksiądz Antoni Kieniewicz oraz profesor i dyplomata Jan Kieniewicz zaś wnukiem – ksiądz Piotr Kieniewicz. Córka Teresa Kieniewicz (1944–2008), filolożka angielska i przeorysza klasztoru karmelitanek w Bornem Sulinowie.
Zmarł w Konstancinie, pochowany na cmentarzu Powązkowskim w Warszawie (kwatera 194-4-7). 

## Uczniowie
Do grona jego uczniów należą: Janusz Beck, Ryszard Bender, Janusz Berghauzen, Gianpiero Bozzolato, Stanisław Chankowski, Marian Chudzyński, Krzysztof Dunin-Wąsowicz, Hanna Dylągowa, Stanisław Gajewski, Stanisław Góra, Barbara Grochulska, Antoni Grzybowski, Janusz Jasiński, Jan Kania, Barbara Kociarska, Julian Komar, Stefan Król, Hanna Kurde-Banowska Lutzowa, Stanisław Łaniec, Czesława Ohryzko-Włodarska, Daniel Olszewski, Maria Paszkiewiczówna, Maria Piaszyk, Franciszka Ramotowska, Halina Rożenowa, Jerzy Skowronek, Barbara Smoleńska, Stefania Sokołowska, Teresa Stummer, Jerzy Szumski, Andrzej Szwarc, Ryszard Szwed, Eugeniusz Tomaszewski, Wiktoria Śliwowska, Jan Warmiński, Piotr Włoczyk, Maria Wójcik, Krystyna Wyczańska, Janusz Ziemnicki, Ryszard Żelichowski.

## Wybrane publikacje
Opublikował ponad 500 prac naukowych, w tym:
- Społeczeństwo polskie w powstaniu poznańskim 1848 r. (1935),
- Adam Sapieha (1939),
- Rosja w XIX wieku (1948),
- Czyn polski w dobie Wiosny Ludów (1948),
- Oblicze ideowe Wiosny Ludów (1948),
- Konspiracje galicyjskie 1831–1845 (1950),
- Ruch chłopski w Galicji w 1846 r. (1951),
- Przemiany społeczne i gospodarcze w Królestwie Polskim (1815–1830). Wybór tekstów źródłowych (1951),
- Legion Mickiewicz 1848–1849 (1957),
- Samotnik brukselski: Opowieść o Joachimie Lelewelu (1960),
- Historia Polski 1795–1918 (1968),
- Powstanie styczniowe (1972), ISBN 83-01-03652-4,
- Przesłanki rozwoju nauki polskiej w okresie międzypowstaniowym, „Studia i materiały z dziejów nauki polskiej”, Seria E, Z.5, (1973),
- Les insurrections polonaises du XIXe siècle et le problème de l’aide de la France, PWN, Warszawa 1971, Conférence au Centre Scientifique de Paris de l’Académie Polonaise des Sciences le 24 avril 1970,
- Les chances de l’insurrection polonaise de 1863, PWN, Warszawa 1973, Conférence au Centre Scientifique de Paris de l’Académie Polonaise des Sciences le 7 décembre (1973),
- Warszawa w latach 1795–1914 (1978, 1988; trzeci tom z Dziejów Warszawy, których był redaktorem naukowym),
- Pomiędzy Stadionem a Goslarem. Sprawa włościańska w Galicji w 1848 r. (1980),
- Historyk a świadomość narodowa (1982),
- Warszawa w powstaniu styczniowym, Warszawa 1983, ISBN 83-214-0303-4 (wydanie ocenzurowane przez cenzurę stanu wojennego),
- Dereszewicze 1863 (1986),
- Smolna 30. Urywki wspomnień, [w:] Smolna 30. Gimnazjum im. Jana Zamoyskiego, PIW, Warszawa 1989, s. 126–132,
- Manifest 22 stycznia 1863 roku (1989),
- Joachim Lelewel (1990),
- Pamiętniki (2021).

## Ordery i odznaczenia
- Order Sztandaru Pracy I klasy (1980)[8]
- Krzyż Komandorski z Gwiazdą Orderu Odrodzenia Polski (1990)[8]
- Krzyż Komandorski Orderu Odrodzenia Polski (1973)[8]
- Krzyż Oficerski Orderu Odrodzenia Polski (1958)[9]
- Krzyż Kawalerski Orderu Odrodzenia Polski (28 września 1954)[10][11]
- Złoty Krzyż Zasługi (1978)[12]
- Medal 10-lecia Polski Ludowej (1955)
- Odznaka tytułu honorowego „Zasłużony Nauczyciel PRL” (1978)[12]

## Nagrody i wyróżnienia
- Nagroda naukowa TNW (1931)[8]
- Nagroda od PAU im. ks. Adama Jakubowskiego za książkę Adam Sapieha (1939)[13]
- Nagroda II stopnia PAU za książki o Wiośnie Ludów: Oblicze ideowe wiosny ludów oraz Czyn Polski w dobie wiosny ludów (1948)[8]
- Państwowa Nagroda Naukowa II stopnia za prace historyczne na temat Wiosny Ludów (1949)[8]
- Nagroda Państwowa III stopnia za pracę pt. Ruch chłopski w Galicji w 1846 r. (1952)[14][9]
- Nagroda Państwowa II stopnia za działalność naukową w minionym 10-leciu i popularnonaukową książkę Warszawa w powstaniu styczniowym (1955)[8][11]
- Nagroda Państwowa II stopnia z okazji 20-lecia Polski Ludowej, za monografię Między ugodą a rewolucją. Andrzej Zamoyski w latach 1861–1862 oraz za pracę edytorską w zakresie źródeł dotyczących powstania styczniowego (22 lipca 1964)[15][16]
- Nagroda Ministra Oświaty i Szkolnictwa Wyższego indywidualna I stopnia (1968)[9]
- Nagroda Ministra Obrony Narodowej I stopnia w dziedzinie historii, za całokształt działalności (1972)[17]
- Doktorat honoris causa Uniwersytetu Marii Curie-Skłodowskiej w Lublinie (1975)[18]
- Nagroda Państwowa I stopnia (1978)[15]